# M-55
M-55 (kod NATO: Mystic-B) – radziecki wysokościowy samolot rozpoznawczy opracowany w przez biuro konstrukcyjne Władimira Miasiszczewa.

## Historia
Pod koniec lat 60. XX wieku w Biurze Doświadczalno-Projektowym Miasiszczewa (ros. ОКБ Мясищева) rozpoczęto prace nad samolotem wysokościowym. Miał służyć do zwalczania rozpoznawczych balonów NATO, które poruszały się na pułapach niedostępnych dla radzieckich myśliwców oraz rakiet obrony przeciwlotniczej. Przyjęte założenia konstrukcyjne określały, że ma to być maszyna zdolna do lotu w stratosferze z prędkością przydźwiękową i niewymagająca do startu specjalnie przygotowanych lotnisk. Zgodnie z przyjętą nomenklaturą konstrukcja została oznaczona jako „Produkt 17” (ros. „Изделие № 17”). Inżynierowie zdecydowali się na zbudowanie maszyny ze skrzydłem o dużym wydłużeniu. Zastosowano specjalnie opracowany profil płata P-173-9 oraz rozbudowaną mechanizację skrzydła. Pozwoliło to na uzyskanie korzystnych charakterystyk lotu zarówno na niskich jak i na dużych wysokościach. Budowę prototypu rozpoczęto w 1974 roku, cztery lata później przystąpiono do oblotu nowej konstrukcji. Dla utajnienia rzeczywistego przeznaczenia konstrukcji samolot pomalowano w barwy Aerofłotu i nadano mu numer rejestracyjny СССР-17100. 24 grudnia 1978 roku, w warunkach słabej widoczności, samolot uległ katastrofie. W jej wyniku zginął pilot doświadczalny Kir Czernobrowkin.

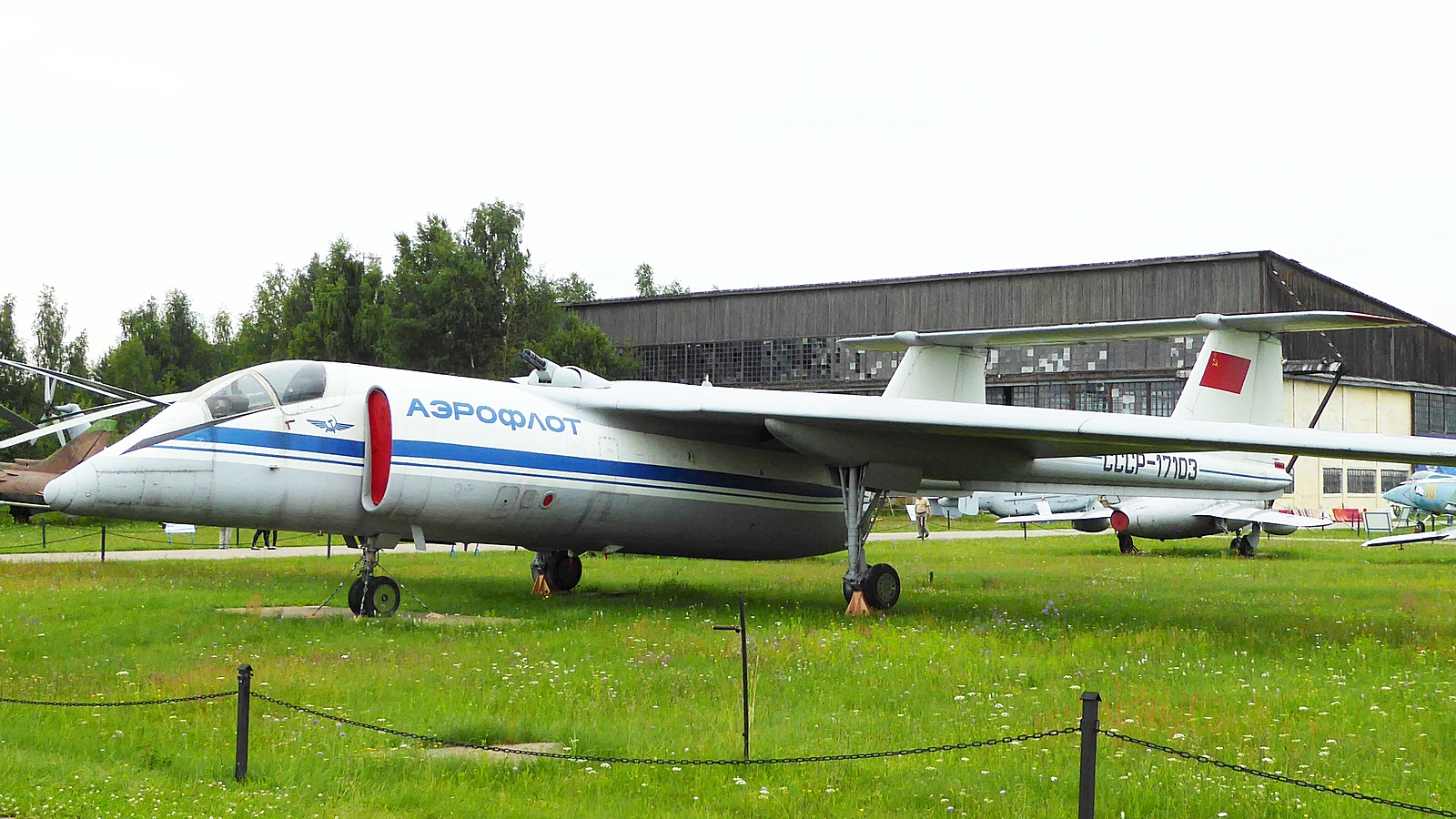
M-17 w muzeum lotnictwa w Monino

5 lipca 1981 roku władze Związku Radzieckiego przyjęły dekret o kontynuacji prac nad M-17. Prace nad samolotem kontynuowano pod kierownictwem nowego głównego projektanta W.A. Fiedotowa, głównym projektantem maszyny pozostał B.M. Morkowkin. Prace konstrukcyjne nad modyfikacją maszyny przeciągnęły się do początku lat 80. Prototyp, oznaczony jako M-17 Stratosfera (ros. М-17 «Стратосфера»), z cywilnym numerem rejestracyjnym СССР-17103 został oblatany 26 maja 1982 roku. Oblotu z lotniska w Żukowskim dokonał pilot doświadczalny Eduard Czełcow. W tym samym roku samolot został sfotografowany na lotnisku w Żukowskim przez amerykańskie satelity zwiadowcze. Otrzymał oznaczenie kodowe „Ram-M”, a kilka lat później oznaczenie kodowe NATO: Mystic.
Z racji tego, że strona amerykańska zaprzestała używania balonów zwiadowczych, podjęto decyzję o przebudowie maszyny na wysokościowy samolot zwiadowczy. 19 lipca 1983 roku kierownictwo ZSRR zleciło OKG Miasiszczewa zbudowanie, w oparciu o M-17, samolotu rozpoznawczego M-17R (kryptonim temat 55, ros. «тема 55») zdolnego do wykonywania lotów na dużej wysokości. Pracami zespołu konstrukcyjnego kierował inż. Leonid A. Sokołow. Z dotychczasowej konstrukcji usunięto uzbrojenie, montując w jego miejsce radar. Sprawiający problemy silnik turboodrzutowy RD36-51W został wymieniony na dwa D-30W12 (od 1987 roku PS-30W12). Wprowadzone w konstrukcji zmiany pozwoliły na zwiększenie masy paliwa z 21,3% masy startowej do 33,5%. Przeprojektowano również kadłub tak, aby wygospodarować miejsce na sprzęt rozpoznawczy. Dla ułatwienia sterowania lotem na pokładzie zainstalowano komputer oraz dodano układy chłodzące aparaturę elektroniczną. Wprowadzone zmiany spowodowały wzrost obciążenia płata o 150%, mimo tego nie trzeba było zmieniać podwozia pochodzącego z M-17. W 1986 roku kierownictwo nad zespołem konstrukcyjnym pracującym nad M-55 objął inż. Walery K. Nowikow.
Kolejny prototyp został oznaczony jako M-17RM i oblatany 16 sierpnia 1988 roku również przez Eduarda Czełcowa. W trakcie późniejszych prac nadano mu nazwę M-55 Geofizyka (ros. М-55 «Геофизика»). W smoleńskich zakładach lotniczych zbudowano łącznie cztery egzemplarze samolotu, które wykorzystano do badań w locie. Rozpad Związku Radzieckiego wstrzymał prace nad samolotem. W związku z brakiem zastosowań militarnych dla M-55 poszukiwano innych możliwości wykorzystania tej konstrukcji. W grudniu 1990 roku samolot przeprowadził badania poziomu ozonu nad rejonem moskiewskim. Ukierunkowanie rozwoju konstrukcji na cele cywilne poskutkowało jej publicznym zaprezentowaniem podczas pokazów Mosaeroshow-92 (ros. Мосаэрошоу-92), a rok później w ramach MAKS-93. Do prób w locie powrócono we wrześniu 1993 roku, kiedy to piloci W. Wasienkow, W. Buchtiarow i O. Szczepietkow ustanowili na M-55 18 światowych rekordów prędkości wznoszenia na wysokościach do 20 000 metrów.
W 1994 roku pilot doświadczalny W.W. Archipenko oblatał samolot M-55 ze znakami rejestracyjnymi RA-55204. Maszyna była latającym laboratorium służącym do badania składu i struktury górnych warstw atmosfery w różnych regionach świata. W tym samym roku została zaprezentowana na Berlin Air Show, przeprowadzono również wtedy badania warstwy ozonowej. W 1996 roku prowadzono badania warstwy ozonowej nad Arktyką. Loty były wykonywane również nad Europą (Włochy, Niemcy, Finlandia i Szwajcaria). Samolot był też używany do testowania występowania oblodzenia konstrukcji na wysokościach rzędu 20-21 tys. metrów, przy temperaturze dochodzącej do -83° C.

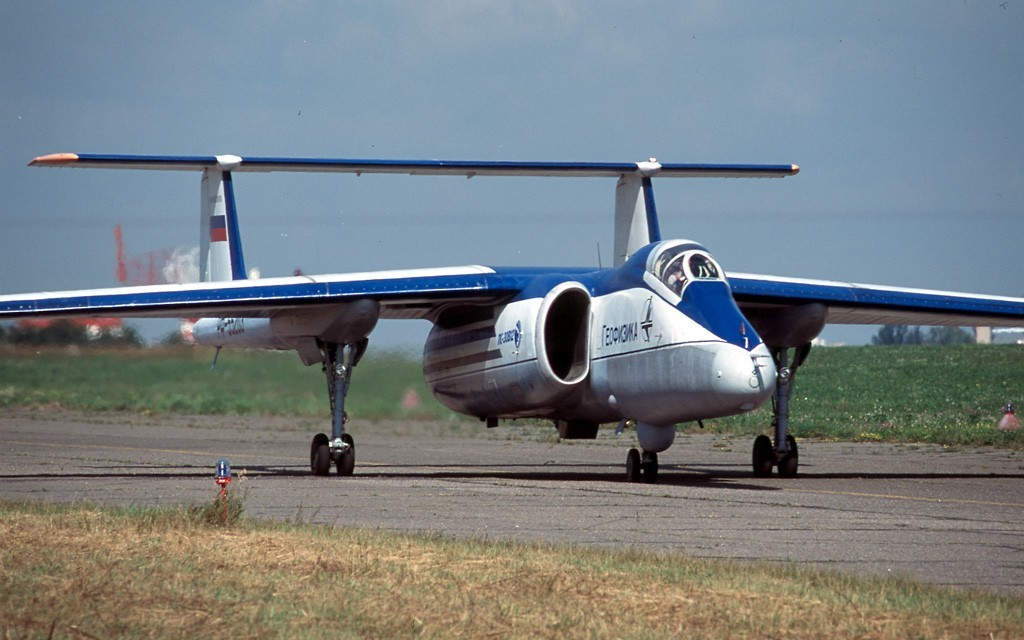
M-55 podczas pokazów MAKS-2001

29 maja 1995 roku rozbił się samolot M-55 ze znakami RA-01552, w wyniku katastrofy zginął Eduard Czełcow. 13 listopada 1998 roku doszło utraty egzemplarza w wariancie rozpoznawczym (RF-55205). Pilot, Władimir Pawłowicz Czkałow, zdołał wyskoczyć ze spadochronem. Zdolny do lotu pozostał tylko jeden egzemplarz M-55 ze znakami RA-55204. Maszyna ta jest wykorzystywana od 1997 roku do badań geofizycznych. We wrześniu 1999 roku samolot brał udział w międzynarodowym programie Airborne Polar Experiment-Geophysica Aircraft In Antarctica (APE-GAIA), związanym z badaniem dolnych warstw stratosfery nad Antarktydą. W listopadzie 2005 roku samolot nad Australią badał górne warstwy atmosfery. W grudniu 2011 roku został wykorzystany w międzynarodowym projekcie badania zmian atmosfery na północnych szerokościach geograficznych.
Do celów szkoleniowych opracowano jego dwumiejscową wersję noszącą oznaczenie M-55U. W ramach prac projektowych opracowano również konstrukcję o oznaczeniu M-55Ch. Miał być to samolot zdolny do przenoszenia dwuosobowego urządzenia S-XXI, które miało być zdolne do przebywania przez trzy minuty na orbicie o wysokości ok. 101 km. Planowano również wykorzystanie M-55 do wynoszenia na orbitę o wysokości 200 km ładunków o masie do ok. 300 kg. Pod koniec listopada 2023 w trakcie wojny na Ukrainie Brytyjski wywiad przekazał że samolot może zostać ponownie wcielony do służby wojskowej celem rozszerzenia możliwości ISTAR. 

## Konstrukcja
Jednomiejscowy, dwusilnikowy samolot rozpoznawczy w układzie górnopłatu. Skrzydło pięcioczęściowe, dwudźwigarowe, z 40 żebrami, o obrysie trapezowym. W jego środkowej części znajdują się cztery zbiorniki paliwa. Pomiędzy żebrami nr 8 i 21 zainstalowano trzyczęściowe klapy. Na końcu płata, od żebra nr 28, zainstalowane są lotki. Kadłub, o konstrukcji półskorupowej, składa się z głównej gondoli mieszczącej ciśnieniową kabinę pilota wyposażoną w fotel wyrzucany umożliwiający opuszczanie samolotu na dużych wysokościach. W jego dalszej części znajdują się komory na wyposażenie elektroniczne oraz silniki Sołowiewa D-30. Do skrzydła zamontowane są dwie belki ogonowe o konstrukcji półskorupowej zakończone statecznikami pionowymi. Na nich jest zamontowany statecznik poziomy o konstrukcji dwudźwigarowej. Podwozie trójpunktowe ze sterowanym kółkiem przednim chowanym do tyłu w kadłub. Golenie główne chowane w belki ogonowe. Wszystkie koła zdwojone.